# 2232 Алтай
2232 Алта́й (1969 RD2, 1930 UH, 1951 LT, 1974 VM1, 2232 Altaj) — астероїд головного поясу, відкритий 15 вересня 1969 року.
Тіссеранів параметр щодо Юпітера — 3,365.